# Фора
Фора (њем. Vorra) општина је у њемачкој савезној држави Баварска. Једно је од 27 општинских средишта округа Нирнбергер Ланд. Према процјени из 2010. у општини је живјело 1.767 становника. Посједује регионалну шифру (AGS) 9574161.

## Географски и демографски подаци
Фора се налази у савезној држави Баварска у округу Нирнбергер Ланд. Општина се налази на надморској висини од 365 метара. Површина општине износи 22,1 km². У самом мјесту је, према процјени из 2010. године, живјело 1.767 становника. Просјечна густина становништва износи 80 становника/km².